# Cratere Toletum
Toletum è un cratere sulla superficie di 21 Lutetia.